# Brixentaler Bauerntarock
Das Brixentaler Bauerntarock ist ein Kartenspiel, das ursprünglich aus dem Brixental in Tirol  stammt und sich mittlerweile bis nach Bayern verbreitet hat. Eine Variante des Bauerntarocks wird unter dem Namen Dobbm (tirolerisch für Tappen) zudem im Stubaital in Tirol gespielt und weicht in den Regeln vom Bauerntarock lediglich geringfügig ab. Ebenso wie Bayerisches Tarock und Tapp gehören auch das Brixentaler Bauerntarock und das Dobbm nicht zu den echten Tarock-Spielen, haben jedoch Regeln aus dem Tapp-Tarock übernommen. Der grundlegende Unterschied zu den echten Tarockspielen besteht bei den genannten Spielen in der Verwendung von deutschen bzw. französischen Spielkarten anstelle von echten Tarockkarten.

## Spielmaterial
Für das Spiel wird traditionell ein 36 Blatt umfassendes Kartendeck mit deutschem Bild verwendet.
| Farben des deutschen Blattes |      |      |        |
| Schellen                     | Herz | Gras | Eichel |
|                              |      |      |        |

## Spielerzahl und Kartenverteilung
Der Kartengeber mischt und legt dann den Stapel dem Spieler zu seiner Rechten (dem Spieler in Hinterhand) zum Abheben hin. Nach dem Abheben werden die Karten nach dem Uhrzeigersinn verteilt.
Das Bauerntarock wird entweder mit drei oder mit vier aktiven Spielern gespielt.
Beim Spiel zu dritt erhält jeder Spieler elf Karten. Drei weitere werden verdeckt abgelegt und bilden den Talon.
Beim Spiel zu viert werden dagegen jedem Spieler acht Karten ausgeteilt. Der Talon umfasst in diesem Fall vier Spielkarten.
Die im Talon enthalten Augen werden als Legage bezeichnet.

## Die Kartenwerte

### Stichkraft
Die Stichkraft entspricht im Großen und Ganzen dem Augenwert. Somit stellt der Daus (Sau, Ass) die ranghöchste Karte dar. Es folgen: Zehner > König > Ober > Unter > Neuner > Achter > Siebener > Sechser. Die beschriebene Rangfolge gilt sowohl innerhalb der Trumpffarbe als auch innerhalb der weiteren Farben.
| Hierarchie der Spielkarten |                    |                    |
| ständige Trumpffarbe       |                    |                    |
| A 10 K O U 9 8 7 6         |                    |                    |
| zusätzliche Farben         |                    |                    |
| Eichel                     | Blatt              | Schellen           |
| A 10 K O U 9 8 7 6         | A 10 K O U 9 8 7 6 | A 10 K O U 9 8 7 6 |

### Augenzahl
Die Kartenwerte zählen genau so viele Augen wie beim Schafkopf oder beim verwandten Bayerischen Tarock. Der Zehner liegt mit 10 Augen nur knapp unter dem Daus (11 Augen), aber weit vor König (4), Ober (3) und Unter (2). Die so genannten Spatzen (Neuner bis Sechser) spielen nur während des Spiels aufgrund ihrer Stichkraft eine Rolle, haben aber am Spielende keinen Abrechnungswert.
| Kartenwert      | Augenzahl |
| --------------- | --------- |
| Daus (Sau, Ass) | 11        |
| Zehner          | 10        |
| König           | 4         |
| Ober            | 3         |
| Unter           | 2         |
| Neuner          | 0         |
| Achter          | 0         |
| Siebener        | 0         |
| Sechser         | 0         |

## Trümpfe
Ständige Trumpffarbe ist Herz. Die Rangfolge der Kartenwerte bleibt auch innerhalb der Trumpffarbe erhalten. Eine Änderung der Trumpffarbe, wie beim verwandten Haferltarock, kommt beim Brixentaler Bauerntarock nicht vor.

## Spielziel
Ziel des Alleinspielers ist, gegen seine Gegner mehr als 60 Augen in Stichen zu erreichen, es sei denn, er hat angekündigt, eine höhere Anzahl Augen zu erreichen. Der gegnerischen Partei genügt stets ein Auge weniger als dem Alleinspieler zum Sieg. Ein weiteres Spielziel besteht darin, mit dem niedrigsten Trumpf einen Stich zu gewinnen (siehe unten).

## Spielweise
Grundsätzlich spielt immer ein Alleinspieler gegen die restlichen Spieler. Dies gilt sowohl für das Spiel zu dritt als auch für das Spiel zu viert. Partnerspiele wie bei Schafkopf und Doppelkopf kommen beim Bauerntarock nicht vor.

### Reizvorgang
Nach dem Verteilen der Karten beurteilt jeder der Tarockspieler, ob er bereit ist ein Spiel zu wagen, was er mit der Aussage „Ich spiele!“ kund tut. Erklären mehr als ein Spieler ihre Bereitschaft allein zu spielen, so geht Sumpern vor Hineinschauen.
Beim Hineinschauen erfolgt ein verdeckter Talontausch des Einzelspielers. Das bedeutet, dass der Spieler die Karten des Talons aufnehmen darf und dafür eine entsprechende Zahl unpassender Karten aus seinem ursprünglichen Blatt ablegen darf. Die abgelegten Karten gehören zu den Stichen des Spielers.
Beim Sumpern findet kein Talontausch statt. Dennoch gilt der Talon als Stich des Spielers. Ein derartiges Handspiel, ohne Aufnahme des Talons verdoppelt den Spielwert.
Das Sumpern kann dadurch überboten werden, dass ein anderer Spieler erklärt fünf Augen mehr zu stechen, dies wiederum durch die Ankündigung zehn Augen mehr, also 71 Augen zu erreichen. Dies kann sich in Fünferschritten fortsetzen bis zur Ansage alle Stiche zu machen. Wer das höchste Gebot abgibt, wird schließlich Alleinspieler. Er spielt im Folgenden gegen die drei anderen Spieler, die eine Partei gegen ihn bilden.

### Spieleröffnung
Das erste Ausspiel erfolgt stets von dem Spieler in Vorhand, also dem Spieler links vom Kartengeber.

### Zugaberegeln
Zu jeder ausgespielten Karte muss von jedem anderen Spieler eine Karte der angespielten Farbe zugegeben werden. Es gilt also Farbzwang. Ist dies einem Spieler nicht möglich, da er keine der passenden Farben besitzt, muss er eine Trumpfkarte zugeben: Man spricht hierbei von Trumpfzwang. Der Spieler, der die betreffenden Farbe nicht besitzt, muss allerdings den Stich nicht zwangsläufig stechen. Besitzt ein Spieler weder eine Karte der angespielten Farbe noch die Trumpffarbe, so kann er jede beliebige Karte zugeben.

### Matsch
Erreicht ein Spieler keinen einzigen Stich, so ist er Matsch. Er muss dann auch die Karten des Talon abgeben. Je nach Vereinbarung wird ein derartiger Spielverlust höher bewertet.

### Spatz
Gelingt es einer Partei vor dem letzten Stich einen Stich mit dem kleinsten Trumpf (Herz Sechser) zu stechen, so erhält die entsprechende Partei 5 Punkte gut geschrieben, der gegnerischen Partei werden diese Punkte abgezogen. Passiert dies im letzten Stich, so werden 10 Punkte gut geschrieben bzw. abgezogen.

## Abrechnung
Bei der Spielabrechnung wird die Differenz zu 60 Augen als Punktestand aufnotiert. Erreicht einer der Tarock-Spieler mehr als 100 Punkte, so wird die laufende Spielrunde zu Ende gespielt. Im Folgenden zahlt jeder der unterlegenen Spieler die Differenz des eigenen Spielstands zu dem des Gewinners aus.
Der letztplatzierte Spieler muss zusätzlich eine so genannte Extrapönale von 20 Punkten hinnehmen.

## Variante: Dobbm (Tappen)
Dobbm ist eine im Stubaital gespielte Variante, die ebenso wie Brixentaler Bauerntarock, Bayerisches Tarock und Württemberger Tarock nicht zu den echten Tarockspielen zu zählen ist. Die Stichkraft und Augenzahl der Kartenwerte ist beim Dobbm mit denen der eben genannten Varianten identisch. Auch beim Dobbm spielt stets ein Spieler als Alleinspieler gegen alle restlichen Spieler. Stärkste Ähnlichkeit besteht zur Brixentaler Variante: Dobbm wird auch zu viert gespielt, jeder Spieler erhält acht Karten, vier Karten kommen in den Talon und Herz ist ständige Trumpffarbe.

### Spielmaterial
Üblicherweise wird mit einem 36 Blatt umfassenden Kartendeck mit doppeldeutschem bzw. ungarischem Bild gespielt, so genannten Tell-Karten.

### Spielweise

#### Ausspiel- und Zugaberegeln
Der Spielansager spielt zum ersten Stich aus. Jeder Spieler muss Farbe bekennen. Kann ein Spieler die angespielte Farbe nicht bedienen, so muss der Betroffene trumpfen (also eine Herz-Karte zugeben).

#### Spielarten
Grundsätzlich sind zwei verschiedene Spielarten zu unterscheiden:
- Dobbm: Der Alleinspieler nimmt den Talon (hier als Dobb bezeichnet) auf und legt vier ihm unpassend erscheinende Karten ab. Da die Augen in den abgelegten Karten zu den Stichen des Alleinspielers zählen, darf eine Sau nur abgelegt werden, wenn zusammen mit ihr auch eine Trumpfkarte gedrückt wird. Werden zwei Säue abgelegt, so müssen zusätzlich zwei Trumpfkarten mit abgelegt werden.

- Solo: Der Alleinspieler verzichtet auf einen Talontausch.

Wagt keiner der Spieler ein Spiel, sagt also jeder Spieler „Weiter“, wird zusammengeworfen und der Kartengeber gibt erneut.